# Poroch
Poroch (Порох) è un film del 1985 diretto da Viktor Aristov.

## Trama
Al centro della trama c'è un distaccamento che è riuscito a consegnare polvere da sparo da Kronstadt a Leningrado, nonostante un attacco di artiglieria e aerei.